# Citronröding
Citronröding (Salvelinus levanidovi) är en fiskart som beskrevs av Chereshnev, Skopets och Gudkov, 1989. Citronröding ingår i släktet Salvelinus och familjen laxfiskar. Inga underarter finns listade i Catalogue of Life.